# Kanton La Bresse
Der Kanton La Bresse ist seit 2015 ein französischer Wahlkreis in den Arrondissements Épinal und Saint-Dié-des-Vosges, im Département Vosges und in der Region Grand Est; sein Bureau centralisateur befindet sich in La Bresse.

## Lage
Der Kanton liegt im Südosten des Départements.

## Geschichte
Nachdem die landesweiten Änderungen in der Zusammensetzung der Kantone zur Auflösung des Kantons Saulxures-sur-Moselotte führten, entstand 2015 anstelle dessen der Kanton La Bresse und übernahm die zehn Gemeinden des aufgelösten Kantons sowie fünf Gemeinden aus dem Kanton Remiremont.

## Geografie
Das Gebiet des Kantons La Bresse umfasst einen Teil der südwestlichen Vogesen. Im Osten reicht das Kantonsgebiet bis auf den Kamm des Gebirges, der hier die Grenze zum elsässischen Département Haut-Rhin bildet. Entwässert wird das Gebiet über die Flüsse Bouchot, Cleurie und Moselotte – alle zum Einzugsgebiet der Mosel zählend.

## Gemeinden
Der Kanton besteht aus 15 Gemeinden mit insgesamt 21.928 Einwohnern (Stand: 1. Januar 2022) auf einer Gesamtfläche von 327,41 km²:
| Gemeinde                | Einwohner 1. Januar 2022 | Fläche km² | Dichte Einw./km² | Code INSEE | Postleitzahl | Arrondissement       |
| ----------------------- | ------------------------ | ---------- | ---------------- | ---------- | ------------ | -------------------- |
| Basse-sur-le-Rupt       | 854                      | 13,73      | 62               | 88037      | 88120        | Épinal               |
| Cornimont               | 3.037                    | 40,23      | 75               | 88116      | 88310        | Épinal               |
| Gerbamont               | 353                      | 9,69       | 36               | 88197      | 88120        | Épinal               |
| Faucompierre            | 227                      | 2,45       | 93               | 88167      | 88460        | Saint-Dié-des-Vosges |
| La Bresse               | 3.947                    | 57,94      | 68               | 88075      | 88250        | Épinal               |
| La Forge                | 515                      | 4,72       | 109              | 88177      | 88530        | Épinal               |
| Le Syndicat             | 1.859                    | 18,29      | 102              | 88462      | 88120        | Épinal               |
| Le Tholy                | 1.495                    | 30,76      | 49               | 88470      | 88530        | Saint-Dié-des-Vosges |
| Rochesson               | 676                      | 21,49      | 31               | 88391      | 88120        | Épinal               |
| Sapois                  | 629                      | 16,89      | 37               | 88442      | 88120        | Épinal               |
| Saulxures-sur-Moselotte | 2.537                    | 31,87      | 80               | 88447      | 88290        | Épinal               |
| Tendon                  | 504                      | 21,85      | 23               | 88464      | 88460        | Épinal               |
| Thiéfosse               | 583                      | 7,62       | 77               | 88467      | 88290        | Épinal               |
| Vagney                  | 3.873                    | 24,91      | 155              | 88486      | 88120        | Épinal               |
| Ventron                 | 839                      | 24,97      | 34               | 88500      | 88310        | Épinal               |
| Kanton La Bresse        | 21.928                   | 327,41     | 67               | 8801       | –            | –                    |

## Politik
| Vertreter im conseil général des Départements | Vertreter im conseil général des Départements | Vertreter im conseil général des Départements |
| Amtszeit                                      | Name                                          | Partei                                        |
| --------------------------------------------- | --------------------------------------------- | --------------------------------------------- |
| 2015–                                         | Jérôme Mathieu Brigitte Vanson                | UMP                                           |